# Mariusz Pietrucha
Mariusz Pietrucha (ur. 10 czerwca 1991 r. w Międzyrzeczu) – polski niepełnosprawny lekkoatleta specjalizujący się w skoku w dal, srebrny medalista mistrzostw Europy. Występuje w klasyfikacji T20.

## Życiorys
W 2016 roku zdobył srebrny medal mistrzostw Europy, które odbyły się w Grosseto, w skoku w dal (T20).

## Wyniki
| Rok  | Zawody             | Miejscowość | Konkurencja      | Wynik | Pozycja     |
| ---- | ------------------ | ----------- | ---------------- | ----- | ----------- |
| 2015 | Mistrzostwa świata | Doha        | Skok w dal (T20) | 6,77  | 7. miejsce  |
| 2015 | Mistrzostwa świata | Doha        | Trójskok (T20)   | 11,98 | 6. miejsce  |
| 2016 | Mistrzostwa Europy | Grosseto    | Skok w dal (T20) | 6,59  | 2. miejsce  |
| 2017 | Mistrzostwa świata | Londyn      | Skok w dal (T20) | 5,92  | 13. miejsce |
| 2018 | Mistrzostwa Europy | Berlin      | Skok w dal (T20) | 6,33  | 5. miejsce  |
| 2019 | Mistrzostwa świata | Dubaj       | Skok w dal (T20) | 6,22  | 11. miejsce |